# چارلی ستفورد
چارلی ستفورد (انگلیسی: Charlie Setford؛ زادهٔ ۱۱ مهٔ ۲۰۰۴) بازیکن فوتبال اهل هلند است که در پست دروازه‌بان برای باشگاه فوتبال یانگ آژاکس در لیگ دسته اول فوتبال هلند بازی می‌کند.
وی که از پدری انگلیسی و مادری هلندی در هارلم زاده شده در تیم‌های ملی فوتبال زیر ۱۵ سال هلند، زیر ۱۷ سال هلند، زیر ۱۶ سال انگلستان و زیر ۱۸ سال انگلستان بازی کرده‌است.

## افتخارات
انفرادی
- جایزهٔ عبدالحق نوری: ۲۲–۲۰۲۱[۶]